# RMS 라코니아

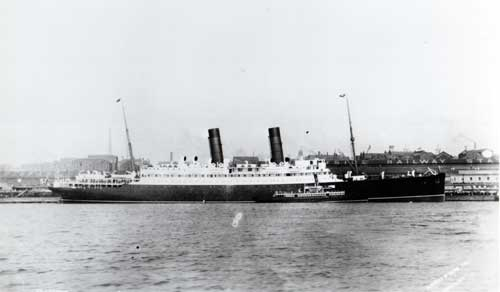
뉴욕에 있는 RMS 라코니아

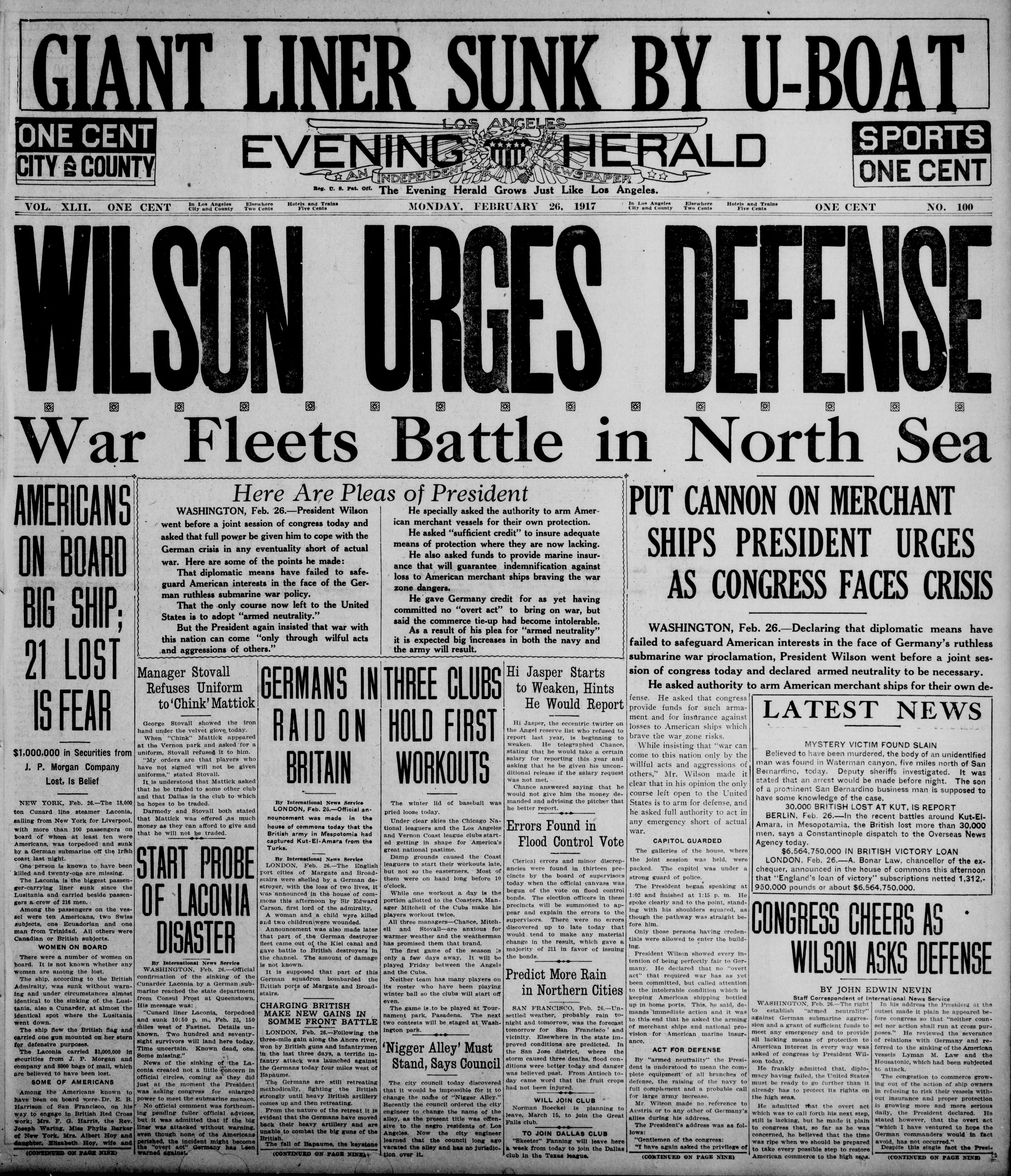
라코니아 호 침몰을 보도하는 신문

RMS 라코니아(RMS Laconia)는 큐나드 라인의 원양 정기선으로 1911년 7월 27일에 진수됐다. 큐나드 라인에서는 1911년 12월 12일에 전달받아 이듬해 1912년 1월 20일에 서비스를 시작했다. 라코니아 호는 성수기에는 리버풀-보스턴, 비수기에는 뉴욕-지중해를 오갔다. 제1차 세계 대전 발발 후 무장상선이 됐다.

## 침몰
1917년 2월 25일, 미국에서 영국으로 돌아오던 중 아일랜드 패스트넷(Fastnet) 북서쪽 11km에서 독일 어뢰 SM U-50에 맞았다. 1등석 승객 34명, 2등석 승객 41명, 승무원 217명, 선장 어빈이 타고 있었다. 첫 번째 타격은 엔진실 뒤 우현에 맞았지만 침몰하지 않았다. 20분 후 같은 위치에 다시 타격을 받아 엔진실이 폭발해서 22시 20분에 침몰했다. 각각 선원과 승객 6명이 죽었다. 사망자 중 두 명은 시카고에서 온 미국인 메리 호이와 딸 엘리자베스 호이였다. 이들의 죽음은 독일에 대한 미국 여론을 들끓게 만들었다.
선박에 탑승하고 있던 시카고 트리뷴 기자 플로이드 기번스는 라코니아 호 침몰 기사로 명성을 얻게 됐다.